# Debra Marcos
Debra Marcos (anche chiamata Mankorar oppure Debre Marqos o Debre Markos) è una città e woreda nell'Etiopia centro-orientale.

## Origini del nome
La città prende il suo nome dal suo duomo, costruito nel 1869, il quale è stato dedicato a San Marco.

## Storia
L'esploratore Pellegrino Matteucci arrivò a Mankorar il 3 giugno 1879, esplorò la zona limitrofa, per poi partire il 20 giugno alla volta di Adua e Massaua.
Durante la guerra d'Etiopia una colonna autocarrata guidata dal segretario del partito fascista Achille Starace occupò la città il 20 maggio 1936 dopo una marcia di 1700 chilometri iniziata ad Asmara il 15 Marzo dello stesso anno. La città fu poi isolata e assediata dai partigiani abissini durante una rivolta nel 1938, che il generale Ugo Cavallero (il comandante militare in Etiopia durante il governatorato del viceré Amedeo di Savoia) riuscì poi a debellare con una sanguinosa repressione.
La città ospitava una delle principali fortificazioni dell'Africa Orientale Italiana che fu poi catturata dalle forze britanniche il 3 aprile 1941.
La città di Debra Marcos fu la capitale della provincia di Goggiam fino al 1995.

## Cultura

### Istruzione
In città è presente l'Università di Debra Marcos istituita dal governo federale.

## Infrastrutture e trasporti
La città è servita da un aeroporto (ICAO code HADM, IATA DBM) con pista di decollo non asfaltata.